# Świt

Fazy świtu. Astronomical dawn – świt astronomiczny; nautical dawn – świt żeglarski; civil dawn – świt cywilny

Świt – pora dnia przed wschodem Słońca, kiedy niebo przestaje być czarne, a kończy się w momencie wschodu Słońca. Poświata nad horyzontem pochodząca od ciągle znajdującego się pod horyzontem Słońca nazywa się brzaskiem.
Definicja świtu dla różnych celów jest różna. Rozróżnia się świt astronomiczny, świt żeglarski i świt cywilny.  
Według National Institute of Standard and Technology świt to część poranka, kiedy Słońce znajduje się 6° poniżej horyzontu.  
Przeciwieństwem świtu jest zmierzch, kiedy po zachodzie Słońca wciąż jeszcze Ziemia jest oświetlona światłem słonecznym rozproszonym w atmosferze. 

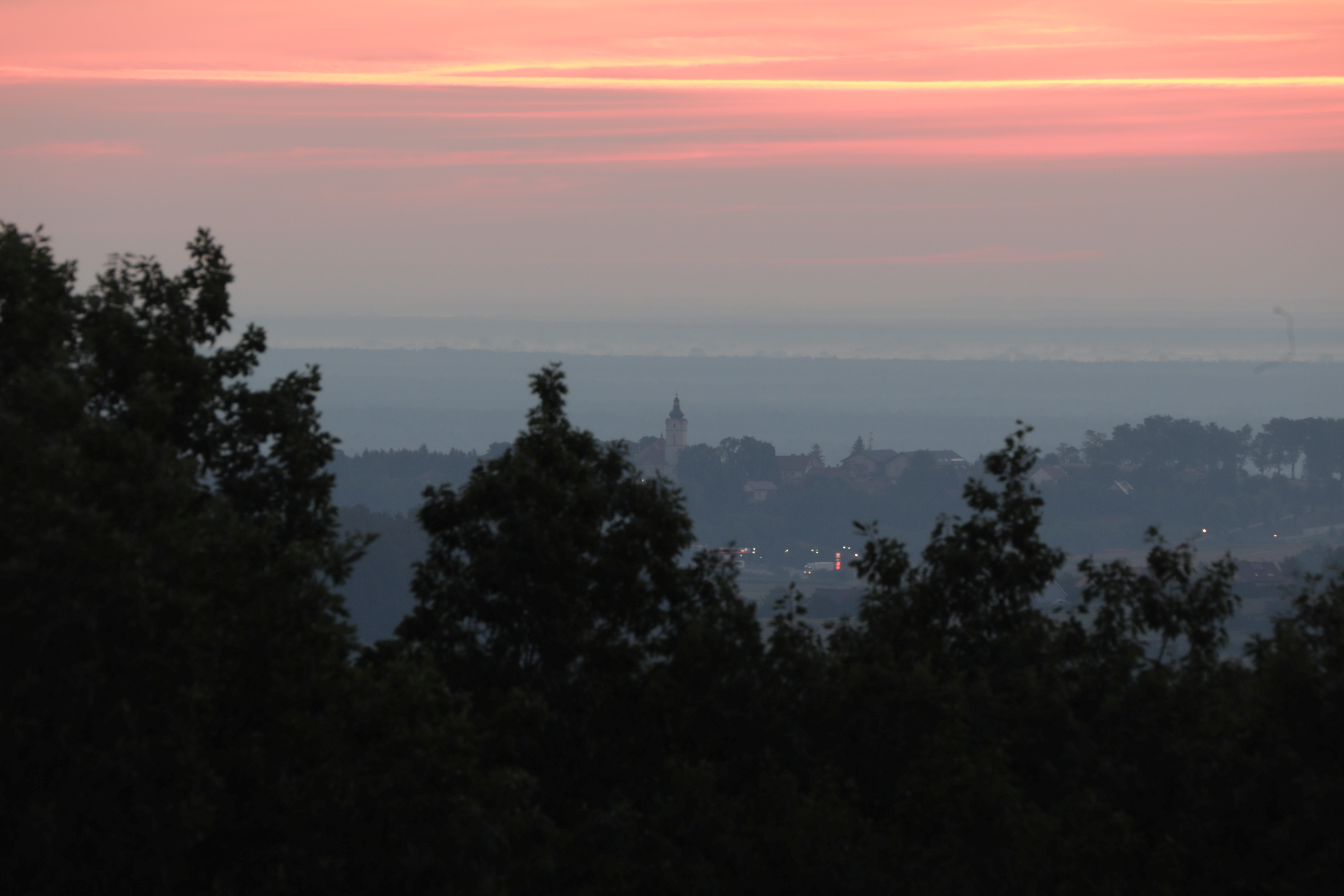
Widok na Puszczę Niepołomicką i Brzezie na osiem minut przed pojawieniem się Słońca na horyzoncie.
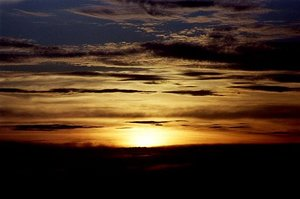
Brzask Słońca z chmurami